# Octavia (Nebraska)
Octavia è un comune degli Stati Uniti d'America, situato nello Stato del Nebraska, nella contea di Butler.